# Bogojinski potok
Bogojínski potok (tudi Bogojanski potok)  je levi pritok Lipnice v ravninskem delu Prekmurja. Izvira kot majhen vodotok v gričevju osrednjega Goričkega vzhodno od Vučje Gomile in teče sprva proti jugovzhodu, severozahodno od Bogojine, kjer vstopa v prekmursko ravnino, pa se obrne proti jugu in teče med polji vse do izliva v Lipnico. Sprva ozka gozdnata grapa se kmalu nekoliko razširi, malo naprej se mu pridruži desni pritok Brezovica izpod Vučje Gomile, nato potok ves čas rahlo vijuga po lastni naplavni ravnici, na kateri se slikovito menjavajo logi s travniki in posamičnimi njivami. Dolvodno od Bogojine je speljan po umetno regulirani strugi, ob kateri je mestoma še ohranjena gosto obraščena stara vijugasta struga, nato pa se izlije v Lipnico.
Ob stari cesti proti Tešanovcem so ostanki nekdanjega Šavlovega mlina, nekoliko više je na potoku manjši ribnik ob turistični kmetiji Prekmurje.